# Parrya
Parrya là chi thực vật có hoa trong họ Cải.